# 671 Carnegia
671 Carnegia eller 1908 DV är en asteroid i huvudbältet, som upptäcktes den 21 september 1908 av den österrikiske astronomen Johann Palisa. Den är uppkallad efter affärsman och filantropen Andrew Carnegie.
Asteroiden har en diameter på ungefär 60 kilometer.